# 惡評之夜
《惡評之夜》（韓語：악플의 밤），為韓國JTBC2於2019年6月21日首播，主持人為申東燁、金淑、金鍾旼、雪莉。節目主軸為由當事人直接讀出並回應惡評，同時亦會討論大眾人物該如何面對惡評的節目。

## 播出列表

### 2019年
| 集數 | 播放日期 | 出演嘉賓                           | 備註     |
| ---- | -------- | ---------------------------------- | -------- |
| 01   | 6月21日  | 不適用                             | 主持特輯 |
| 02   | 6月28日  | 宋佳人、洪子、朴成妍               |          |
| 03   | 7月5日   | JunJin（神話）、金承賢             |          |
| 04   | 7月12日  | 燦多（B1A4）、金智珉               |          |
| 05   | 7月19日  | 申智（高耀太）、勝熙（Oh My Girl） |          |
| 06   | 7月26日  | Tony An（H.O.T.）、BewhY           |          |
| 07   | 8月2日   | Giant Pink、宋慶雅                 |          |
| 08   | 8月9日   | 崔賢錫、吳世得                     |          |
| 09   | 8月16日  | 張水院（水晶男孩）、John Park      |          |
| 10   | 8月23日  | 洪京民、徐宥利                     |          |
| 11   | 8月30日  | 咸素媛、洪錫天                     |          |
| 12   | 9月6日   | 朱英勳、Norazo                     |          |
| 13   | 9月20日  | 池相烈、千明勳（NRG）              |          |
| 14   | 9月27日  | Nucksal、HA:TFELT                  |          |
| 15   | 10月4日  | 金秀龍、朴聖光                     |          |
| 16   | 10月11日 | 朴騏良、Alberto Mondi              |          |
| -    | 未播出   | 申珠雅、郭正恩                     | [ 註 1 ] |

## 輿論及節目終止
2019年10月14日，《惡評之夜》主持之一的雪莉被發現於家中逝世，警方宣佈初步調查結果為自殺。事件後，公眾大多數認為雪莉是因為長年受到網絡上惡評、不實言論的騷擾及攻擊而選擇結束自己的生命。而雪莉主持的《惡評之夜》是以當事人朗讀出自己惡評為中心的節目，希望藉此減少惡評並提供平台予當事人澄清，但節目播出後不但沒有減少惡評，甚至有增加的跡象而受到大眾批評。經過雪莉事件後，輿論加劇，不少觀眾希望節目從此廢止。當天也是錄製日，所以其他主持們也是在錄製後才得悉消息。2019年10月21日，《惡評之夜》節目人員正式宣佈於10月11日播出的第16集為最後一集。

## 外部連結
- 官方网站
- 惡評之夜 （页面存档备份，存于）的Naver TV頻道
- 惡評之夜 （页面存档备份，存于）的Kakao TV頻道
- Daum上《惡評之夜》的資料